# The Poppy Girl's Husband
The Poppy Girl's Husband è un film muto del 1919 diretto da William S. Hart e Lambert Hillyer. La sceneggiatura di C. Gardner Sullivan si basa su un soggetto di Jack Boyle (o Jules Boyle?).

## Trama
Mentre sta scontando una condanna in prigione, al detenuto Harry Dutton giunge la voce del tradimento della moglie che sarebbe responsabile della sua detenzione. Quando, dopo dieci anni, Harry esce di galera scopre che la voce era vera: sua moglie Polly ha divorziato per sposare proprio il detective che l'ha mandato in carcere. Harry ritrova il figlio Donald ma, poi, si accorge che l'ex moglie sta di nuovo complottando con il marito per levarselo di torno, incastrandolo come ha fatto la prima volta. Per vendicarsi, Harry si reca a casa di Polly che trova addormentata nel suo letto: vorrebbe marchiarle il volto, ma il pianto del bambino lo fa desistere. Harry, allora, prende con sé il figlio, andando a rifugiarsi tra le montagne dove potrà finalmente vivere libero insieme al suo bambino.

## Produzione
Il film fu prodotto dalla Artcraft Pictures Corporation.

## Distribuzione
Il copyright del film, richiesto dalla William S. Hart Productions, Inc., fu registrato l'8 marzo 1919 con il numero LP13494.
Distribuito dalla Famous Players-Lasky Corporation e presentato da Thomas H. Ince, il film uscì nelle sale cinematografiche degli Stati Uniti il 16 o il 23 marzo 1919. Nel Regno Unito, fu ribattezzato con il titolo Poppy Girl.
Copia della pellicola viene conservata negli archivi del Museum of Modern Art.